# Biod

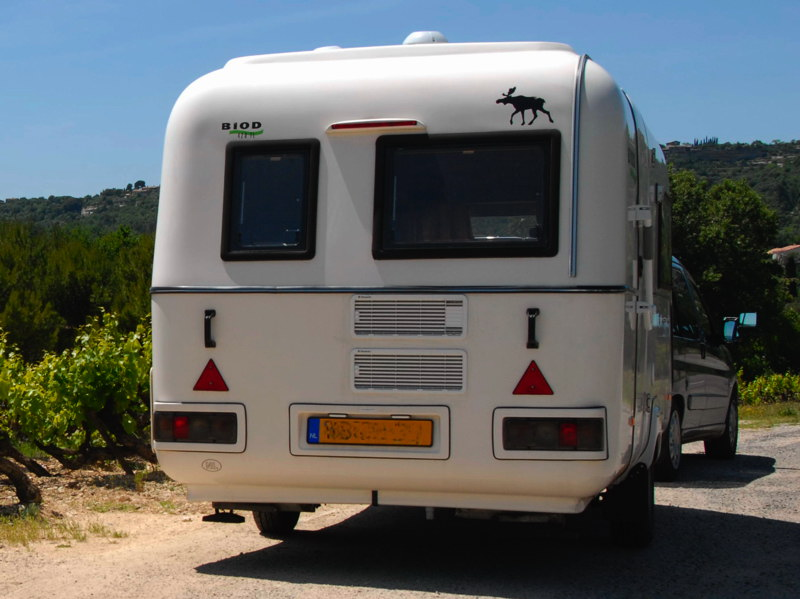
BIOD 420TL Modelljahr 2001

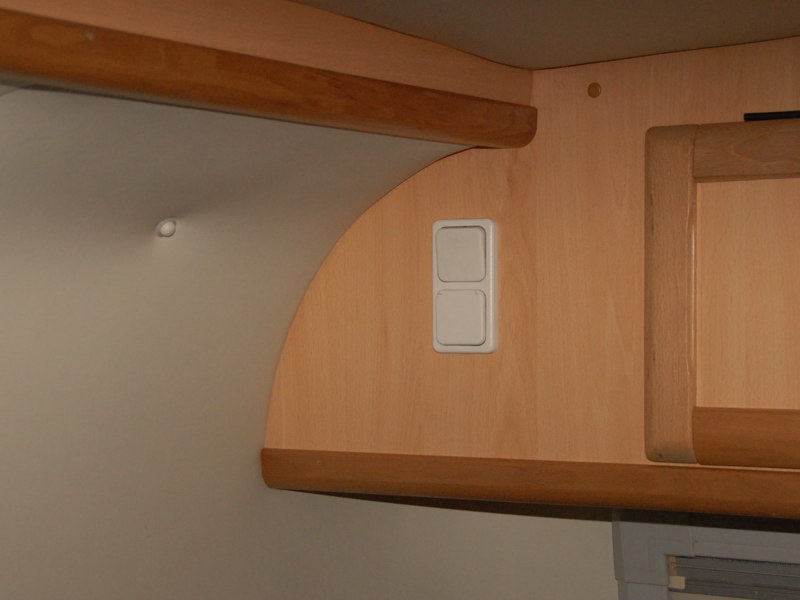
BIOD 420TL Modelljahr 2001, Innenraum Detail

BIOD ist eine niederländische Marke von Wohnwagen sowie ein Unternehmen in Hengelo. Unter dem Markennamen BIOD wurden von 1960 bis 2017 Wohnwagen mit einem Rumpf aus glasfaserverstärktem Kunststoff (GFK) aus einem Teil hergestellt. Wohnwagen mit einer derartigen Konstruktion weisen in der Regel starke Verrundungen an allen Ecken und Kanten auf. BIOD-Wohnwagen werden oft als Reisecaravan verwendet. Die bei vielen Modellen begrenzte Breite, die abgerundete Form und die damit günstige Aerodynamik spielen hierbei eine Rolle.

## Geschichte
BIOD war ursprünglich eine Gerätefabrik, gegründet im Jahr 1947 von Teunis van Maaren (26. Januar 1909, Dordrecht – 27. Mai 1990, Hengelo (Overijssel)). BIOD produzierte in den 1940er und 1950er Jahren Präzisionsprodukte aus rostfreiem Stahl für die Textilindustrie und die chemische Industrie. Seit 1958 baut BIOD Zeltanhänger und PKW-Anhänger.
Im Jahr 1959 präsentierte sich BIOD auf einer Reise/Campingmesse in Essen. Van Maaren traf hier Franz Maly, der ihm seinen Wohnwagen „Wiesel“ zeigte. Van Maaren war vom aerodynamischen Entwurf und dem haltbaren Material des nahtlosen Rumpfs aus glasfaserverstärktem Kunststoff fasziniert. Van Maaren erwarb die Lizenzrechte für Europa (mit Ausnahme der damaligen Bundesrepublik Deutschland, Österreichs und der Schweiz). Personal für die Polyesterverarbeitung wurde zunächst von Schneider Holzindustrie OHG in Lindau am Bodensee ausgebildet. Die Firma Schneider, die inzwischen die Produktion für Deutschland von Franz Maly übernommen hatte, produzierte die Wohnwagen unter der Marke Fahti. Seit 2004 produziert die ACC-Group BIOD Caravans die Wohnwagen, zunächst in Lunteren, seit 2007 in Ede.

## Andere Wohnwagen aus Glasfaserverstärkter Kunststoff
Andere Hersteller von Wohnwagen mit einer ähnlichen Rumpfkonstruktion sind MKP (von 1961 bis 1988 in Dänemark hergestellt), Lander (von 1973 bis 1984 in Italien hergestellt), Intercamp (von 1975 bis Ende der 1980er Jahre in der Deutschen Demokratischen Republik hergestellt) und Westfalia (von Ende der 1950er bis Ende der 1990er Jahre in der Bundesrepublik Deutschland hergestellt).